# La Question (album)
Pour les articles homonymes, voir La Question.
Albums de Françoise Hardy
Soleil
(1970) If You Listen
(1972)
La Question, est le onzième album, édité en France et à l'étranger, de la chanteuse Françoise Hardy. L’édition originale est parue en France à la mi-octobre 1971. Sans titre à l'origine, cet album fut d'abord identifié par Viens, la première chanson du disque, pour sa première réédition sur disque compact en 1988. Il fut renommé définitivement, La Question, deuxième chanson du disque, à partir de sa seconde réédition en disque compact en novembre 1995.

## Genèse et préparation de l'album
Lors du IIIe Festival International de la chanson populaire de Rio de Janeiro 1968, Françoise Hardy était présente pour défendre sa chanson À quoi ça sert ?. Son hôtesse était une Brésilienne, prénommée Lena, avec qui elle avait sympathisé. Françoise étant appelée à faire partie du jury du IVe festival, elles se retrouvèrent l’année suivante. 
Quelques mois après, à cause de la situation politique de son pays, Lena, qui a gardé le contact, s’exile à Paris pour y travailler. D’abord dans une parfumerie, puis, à la demande de Françoise, travaille pour elle comme secrétaire et assistante. Un soir, Lena l’emmène dans un restaurant où se produisait la chanteuse Tuca, une compatriote et amie. Elles reviennent l’écouter plusieurs fois. Françoise découvre des chansons qui lui paraissent faites pour elle et « tout à fait dans ses cordes ». La décision de tenter de faire un album ensemble est alors prise assez rapidement. 

« [Communément,] on arrive en studio pour chanter des chansons qu’on n'a jamais chantées ni jamais travaillées avec les compositeurs. [Avec Tuca ce fut différent. Elle] est venue tous les jours chez moi avec sa guitare, pendant un bon mois, pour me faire répéter chacune des chansons […] Arrivées en studio, nous avons fait toutes les chansons en quelques prises ; Tuca à la guitare, Guy Pedersen à la contrebasse et l’ingénieur du son, Bernard Estardy à la console. 
Pour les cordes, [Tuca] m’a demandé de venir avec elle chez son éditeur où nous nous sommes enfermées dans une pièce où il y avait un piano sur lequel elle me jouait différents thèmes. Ça aussi ça ne m’était jamais arrivé avant (jamais arrivé depuis). Une fois les thèmes choisis ensemble, on a demandé à Raymond Donnez de les écrire. […] Pour les cordes nous avons eu l’orchestre de Paris dans lequel Catherine Lara (alors violoniste) jouait . »

Pour finaliser l'album, Tuca a été chargée des arrangements avec Raymond Donnez, de la direction artistique et signe la majorité des musiques. Ses accords de guitare, teintés de bossa nova, se marient avec ceux de Francis Moze à la guitare basse et de Guy Pedersen à la contrebasse. Les cordes sont de Catherine Lara.

« C’est un de mes meilleurs souvenirs d’enregistrement […] Il y a dans ce disque une atmosphère, une homogénéité entre la composition et la réalisation musicale. »

## Accueil de l’album
L’album est accueilli favorablement dans la presse, cependant, il y a peu de prestations télévisées et les chansons sont rarement diffusées en radio. Le succès commercial n’est pas au rendez-vous.
L’émission de variété, intitulée Si le cœur vous en dit, réalisée par Jean-Christophe Averty, fut la plus importante. Elle fut diffusée le 6 février 1972 sur la 1re chaîne de l’ORTF. Cinq chansons de l’album furent interprétées : Viens, Doigts, Rêve, La Question, Même sous la pluie.

« Le fait qu’il se vende moins bien, qu’il y ait une sorte d’éclipse, était bien sûr un peu décevant […] J’ai eu l’impression avec cet album, de grimper un échelon. J’allais vers une certaine forme de sophistication qui, malheureusement, est moins populaire. »

## Édition originale de l'album
France, 16 octobre 1971 : disque microsillon 33 tours/30 cm., Production Hypopotam/Sonopresse (HY 30.902).

### Crédits
- Pochette : photographies réalisées par Jean-Marie Périer (recto), Catherine Rotulo et G. Moreau (verso).
- Ingénieurs du son : Bernard Estardy – René Ameline.

### Liste des chansons
Les 12 chansons qui composent le disque ont été enregistrées en stéréophonie. 
| 1. | Viens                       | Pascal Bilat    | Tuca | 2 min 11 s |
| 2. | La Question                 | Françoise Hardy | Tuca | 3 min 00 s |
| 3. | Même sous la pluie          | Frank Gérald    | Tuca | 2 min 01 s |
| 4. | Chanson d’O                 | Bob du Pac      | Tuca | 3 min 14 s |
| 5. | Le Martien (2e voix : Tuca) | Franck Gérald   | Tuca | 2 min 44 s |
| 6. | Mer                         | Françoise Hardy | Tuca | 2 min 04 s |

| 1. | Oui, je dis adieu                | Françoise Hardy | Tuca            | 4 min 02 s |
| 2. | Doigts                           | Françoise Hardy | Françoise Hardy | 1 min 25 s |
| 3. | La Maison                        | G. G.           | Tuca            | 2 min 51 s |
| 4. | Si Mi Caballero                  | Frank Gérald    | Tuca            | 3 min 00 s |
| 5. | Bâti mon nid                     | Franck Gérald   | Tuca            | 2 min 53 s |
| 6. | Rêve (Titre original : A Transa) | Taiguara (pt)   | Taiguara        | 3 min 00 s |

## Discographie liée à l’album
- Microsillon 45 tours 2 titres : SP (Single Playing)
- Microsillon 33 tours/30 cm : LP (Long Playing)
- Disque compact : CD (Compact Disc)

### Éditions françaises de 45 tours
- Été 1971 : SP, Production Hypopotam/Sonopresse (HY 45.908).

1. Le Martien (Frank Gérald / Tuca).
2. Chanson d’O (Bob du Pac / Tuca).

- Octobre 1971 : SP, Production Hypopotam/Sonopresse (HY 45.909).

1. Même sous la pluie (Frank Gérald / Tuca).
2. La Question (F. Hardy / Tuca).

- Mars 1972 : SP, Production Hypopotam/Sonopresse (HY 45.910).

1. Rêve (A Transa), (F. Hardy, adaptation du texte de Taiguara (pt) / Taiguara).
2. Poisson (Jacques Blanchard).

### Premières éditions étrangères de l'album
- Canada, 1971 : LP, Viens, Reprise (RSC 8006).
- Espagne, 1971 : LP, Hispa Vox (HXS 001-24).
- Mexique, 1971 : LP, Gamma/Vogue (GX 01-508).
- Pays-Bas, 1971 : LP, CBS (S 64786).
- Afrique du Sud, 1972 : LP, Rêve, MVN (MVC 3538).
- Australie, 1972 : LP, La Question?, Interfusion (SITFL 934 441).
- Brésil, 1972 : LP, La Question, Som Livre (SSIGI 5009).
- Japon, 1974 : LP, Un recueil de mes poésies, Epic (ECPM 47).

### Rééditions françaises de l'album
- 1988 : LP, Viens, Kundalini/Musidisc/Flarenasch (723 693).
- 1988 : CD (jewelcase), Viens, Kundalini/Musidisc/Flarenasch (180172).
- 1995 : CD (digipack), La Question, Kundalini/Virgin (7243 8 40506 2 7).
- 1995 : CD (jewelcase), La Question, Kundalini/Virgin (7243 8 40641 2 9).
- 2000 : CD (digipack), La Question, Kundalini/Virgin (7243 8 40506 2 7)[7].
- Novembre 2014 : CD (jewelcase), La Question, Kundalini/Parlophone (7243 8406412 9).
- 25 mars 2016 : LP, La Question, Parlophone/Warner Music (4145 5315107 8).

### Rééditions étrangères de l'album
- Japon, 1990 : LP, Un recueil de mes poésies, Epic (25.3P.73).
- Japon, 1990 : CD (jewelcase), Un recueil de mes poésies, Epic/Sony (ESCA 5188).

### Reprises de chansons
La Question
- Espagne, mars 2008 : Rubi (es), CD (jewelcase), De la mano de Françoise Hardy, Factoría Autor (6906bc0a).
- France, 2010 : Keren Ann en duo avec Doriand, CD (jewelcase), bande originale du film Thelma, Louise et Chantal, Studio 37/Sony Music (8 86976 44662 8).

Même sous la pluie
- France,  Japon,  Angleterre, 1990, CD Kazuko Hohki avec Steve Beresfordhis piano & Orchestra, Love in Rainy Days, chabada / nato

### Chansons choisies pour le cinéma
La Question
- France, 2010 : Thelma, Louise et Chantal, réalisé par Benoît Pétré.

Même sous la pluie
- France, 13 août 2014 : Le Beau Monde, réalisé par Julie Lopes-Curval.